# Jagdgeschwader 27
Jagdgeschwader 27 (dobesedno slovensko: Lovski polk 27; kratica JG 27) je bil lovski letalski polk (Geschwader) v sestavi nemške Luftwaffe med drugo svetovno vojno.

## Organizacija
- štab
- I. skupina
- II. skupina
- III. skupina
- IV. skupina

## Vodstvo polka
Poveljniki polka (Geschwaderkommodore)
- Podpolkovnik (Oberstleutnant) Max Ibel: 1. oktober 1939
- Major Bernhard Woldenga (v.d.): 11. oktober 1940
- Major Wolfgang Schellmann: 22. oktober 1940
- Major Bernhard Woldenga: 21. junij 1941
- Podpolkovnik Eduard Neumann: 10. junij 1942
- Podpolkovnik Gustav Rödel: 22. april 1943
- Major Ludwig Franzisket: 30. december 1944